# Saigon (film 1988)
Saigon (Off Limits) è un film del 1988 diretto da Christopher Crowe.

## Trama
Gli agenti Buck McGriff e Albaby Perkins del Distaccamento militare americano di polizia criminale prestano servizio a Saigon durante Il conflitto vietnamita e indagano su una serie di omicidi di prostitute vietnamite, tutte eliminate a colpi di pistola, presumibilmente dalla mano di un militare.
Gli agenti operano sotto le direttive del sergente Dix; agiscono in borghese sotto copertura e hanno frequenti e spesso bruschi contatti con la polizia militare vietnamita. Fra gli indiziati ci sono ben cinque ufficiali superiori. Nelle indagini, i due agenti sono aiutati da Nicole, una novizia di un convento di suore francesi, impegnate nell'assistenza ai figli delle prostitute. A poco a poco il cerchio sembra restringersi: McGriff e Perkins si recano nella giungla per interrogare uno degli indiziati maggiori, il colonnello Armstrong, un sadico militare venerato dai suoi uomini. Eppure l'assassino non è lui e la coppia, che passa da un rischio all'altro, dovrà accorgersene a proprie spese proprio a Saigon, nelle cui strade formicolanti devono subire reiterati attentati, certo organizzati da qualcuno preso dal panico.
Mentre gli indiziati si sono ormai ridotti a non più di due, il sergente Dix comunica a McGriff e Perkins che è stato disposto il loro immediato rientro in Patria. I due capiscono che evidentemente c'è qualcuno molto in alto che si sente pressoché scoperto e che vuole mettere tutto a tacere. Decidono che non partiranno affatto per gli Stati Uniti: si recheranno nell'alloggio di Dix e là, tra giubbe, mostrine e medaglie, scopriranno le fotografie delle varie prostitute torturate e uccise e, in più, quella di Nicole. Con una corsa folle, troveranno Nicole sotto il tiro della pistola dell'assassino - appunto Dix - deciso ad eliminarla, poiché lei sa troppe cose sui bassifondi di Saigon ed è diventata pericolosa. Sarà invece Dix a morire ucciso dai due agenti.

## Curiosità
- La trama ricorda molto il film La notte dei generali di Anatole Litvak tratto dall'omonimo libro di Hans Hellmut Kirst.